# Schellenberg (Bergen)
Schellenberg ist ein Gemeindeteil von Bergen im oberbayerischen Landkreis Traunstein. Der Weiler liegt circa einen Kilometer nordwestlich von Bergen.

## Bevölkerungsentwicklung
| Jahr      | 1871 | 1925 | 1950 | 1970 | 1987 |
| Einwohner | 32   | 35   | 53   | 67   | 32   |

## Baudenkmäler
Siehe auch: Liste der Baudenkmäler in Schellenberg
- Kruzifix aus der zweiten Hälfte 19. Jahrhunderts